# ロビー・ファウラー
ロビー・ファウラー（Robert "Robbie" Fowler, 1975年4月9日 - ）は、イングランド・リヴァプール出身の元同国代表サッカー選手、サッカー指導者。現役時代のポジションはフォワード。愛称はGOD（ゴッド）。

## クラブ経歴

### リヴァプール
リヴァプールFCの育成機関で育ったロビー・ファウラーは1993-94シーズンの9月25日チェルシーFC戦にてプレミアリーグデビューを果たすと、シーズン12ゴールを挙げて注目を集めた。更に翌1994-95シーズンに25得点、1995-96シーズンには28得点を記録し1996-97シーズンのカップウィナーズカップでは7得点で得点王を獲得、リヴァプールのエースとして地位を確立した。その後、同じリヴァプールユース出身のマイケル・オーウェンらの成長、ファウラー自身の怪我や品行不良が祟って出場機会が激減すると2001-02シーズン途中にリーズ・ユナイテッドAFCへ移籍した。ここで往時のプレーを取り戻し、活躍を見せた。2006年1月から再びリヴァプールに復帰を果たし、3試合連続ゴールを挙げるなど活躍、当初このシーズン終了までの契約であったが、この活躍により契約を延長することに成功した。

### リーズ・ユナイテッド
リヴァプールでの活躍の後、「ファウラーは死んだ」などとメディアに称されるほど一時は落ち込んだ。体中に爆弾を抱え本当に引退間際までおいつめられた時期もあった。しかし2001-02シーズンにリーズ・ユナイテッドに移籍すると、すぐにリーズの環境に適応し、活躍しつづけた。

### マンチェスター・シティ
2002-03シーズン途中からはマンチェスター・シティFCへ加入し、ここでニコラ・アネルカとのコンビで活躍を見せた。そして、2005年2月28日ノーリッチ戦で史上3人目となるプレミア通算150得点を記録し、名実ともにイングランド史上に残るストライカーとなった。

### ノースクイーンズランド・フューリー
2008年9月に移籍したブラックバーン・ローヴァーズFCではリーグ戦3試合0得点に終わり、12月に自由契約となった。
2009年2月4日、2009–10シーズンからオーストラリア・Aリーグに加入するノースクイーンズランド・フューリーFCと契約。

### パース・グローリー
財政難に苦しむフューリーを退団し、2010年4月27日にパース・グローリーと契約を結んだ。

### ムアントン・ユナイテッド
2011年6月、家庭の事情によりオーストラリアを去り、同年7月7日にタイ・プレミアリーグのムアントン・ユナイテッドFCに加入した。

## 代表経歴
ファウラーの代表デビューは1996年3月27日ブルガリア戦。1998年フランスW杯ではメンバーから漏れたが、UEFA EURO 2000ではメンバーに名を連ねた。リヴァプールで出場機会を失っていたことから2002年日韓W杯のメンバー入りは困難と見られていたが、リーズでの活躍からメンバーに名を列ね、決勝トーナメント1回戦、デンマーク戦で初のW杯出場を果たした。代表通算26試合7得点を記録した。

## 指導者経歴
2011年から2012年にかけてムアントン・ユナイテッドFCで選手兼任監督を務めた。
2019年4月23日、オーストラリアAリーグ・ブリスベン・ロアーFCの監督に就任。
2020年10月9日、イースト・ベンガルFCの監督に就任した。

## 人物
ピッチ上でスパイクを投げ付けたり、ゴールパフォーマンスの際コカインを吸う真似をしてみたり、更にはプライベートでも喧嘩を起こして逮捕されるなど、数々の問題を起こしている。しかし自らファウルを受けたために得たPK（ペナルティキック）のチャンスを「あれはファウルじゃないからPKをとらないでくれ」と審判に自己申告することもあり、リヴァプールでは憎めない悪童として、今なおも人気を博している。

## トラブル
- リヴァプールの湾岸労働者がストライキをやっているときに、ゴールパフォーマンスでストライキを支援するTシャツを出すが当然FAから罰金｡ それと引き換えに、リヴァプールの労働者から大きな支持を得た。
- グレアム・ル・ソーを噂があったとはいえ、証拠も無くホモ呼ばわりし、本人の前でオカマポーズを決めるなどしてイングランド代表合宿で大喧嘩になった｡
- リヴァプール時代、対戦相手のサポーターから「ファウラーはヤク中だ」という幕が出されていた事に気付き、その試合でゴールを決めたあとコカイン吸引パフォーマンス。当然FAから出場停止処分を受けた｡
- シーズン中に酒場で喧嘩を起こして鼻を骨折し、しばらく欠場。当然ジェラール・ウリエ監督（当時）激怒｡
- アシスタントコーチを殴り（叩き）､ベンチから外される。そのままリーズ・ユナイテッドに放出された。
- リーズ移籍後、クリスマスパーティーの仮装でサバイバルゲームの格好をしたまま､ガソリンスタンドに乱入して警察に逮捕され、一晩留置される。リーズ警察に「俺様の顔も知らないのか」と逆切れ。
- カーディフ時代、チームメイト達と共謀し、用具係（キットマン）を氷風呂に投げ込んだ。
- リヴァプール復帰後、ポルトガルキャンプの打ち上げにて､ドゥデク､ペナントを引き連れ、酔って大暴れ。騒ぎの筆頭となってしまった。リヴァプールからの2度目の放出はこれが遠因である。

## 代表歴

### 出場大会
- イングランド代表
  - 2002 FIFAワールドカップ

### 試合数
- 国際Aマッチ 26試合 7得点（1996年-2002年）[7]

| イングランド代表 | 国際Aマッチ | 国際Aマッチ |
| 年               | 出場        | 得点        |
| ---------------- | ----------- | ----------- |
| 1996             | 5           | 0           |
| 1997             | 2           | 2           |
| 1998             | 1           | 0           |
| 1999             | 3           | 0           |
| 2000             | 4           | 1           |
| 2001             | 7           | 2           |
| 2002             | 4           | 2           |
| 通算             | 26          | 7           |